# Ciînadiiovo
Ciînadiiovo (în ucraineană Чинадійово) este o așezare de tip urban din raionul Muncaci, regiunea Transcarpatia, Ucraina. În afara localității principale, mai cuprinde și satele Karpatî și Sîneak.

## Demografie
Componența lingvistică a așezării de tip urban Ciînadiiovo
     Ucraineană (97,95%)
     Rusă (1,11%)
     Alte limbi (0,75%)
Conform recensământului din 2001, majoritatea populației așezării de tip urban Ciînadiiovo era vorbitoare de ucraineană (97,95%), existând în minoritate și vorbitori de rusă (1,11%).